# Sturmbataillon
Sturm-Bataillone waren Infanterieverbände, die im Ersten Weltkrieg durch das deutsche Heer für den Angriff im Grabenkampf aufgestellt wurden. Neben 17 Sturm-Bataillonen wurden zwei selbstständige Sturm-Kompanien aufgestellt. Sie wurden vornehmlich als Lehr- und Ausbildungstruppe verwandt und im Einsatz mit schwierigen Gefechtsaufträgen betraut, bei denen sie meist nicht geschlossen eingesetzt wurden.

## Das taktische Problem des Stellungskrieges
Im Jahr 1915 erkannte die militärische Führung der Westfront, dass die bisherige militärische Taktik der Infanterie im Sturmangriff nicht mehr ausreichte, um vom Stellungskrieg zum beweglich geführten Gefecht überzugehen. Die neuen Waffen – Maschinengewehre (MG), Flammenwerfer, Minenwerfer und Infanteriegeschütze zur unmittelbaren Feuerunterstützung – dominierten das Gefechtsfeld und begünstigten den Verteidiger. Geländegewinne von wenigen hundert Metern konnten nur unter unverhältnismäßig hohen Verlusten erzielt werden.

## Die Entwicklung der Infanterietaktik in den deutschen Streitkräften
Während man in Großbritannien ab 1915 und später in Frankreich auf die Einführung von Kampfwagen (Tanks) setzte, entschloss sich die deutsche Armee, den Kampf der Infanterie im Angriff weiterzuentwickeln und die Anpassung der Infanterietaktik an das moderne Gefecht führte zu neuen Führungs- und Einsatzgrundsätzen. Das spätere Sturm-Bataillon Nr. 5 (Rohr) war die erste Sturm-Abteilung, die auch als Lehr- und Ausbildungsbataillon eingesetzt wurde und aus dem alle anderen Sturmabteilungen hervorgingen.

## Entstehung, Zusammensetzung und Taktik der Sturm-Bataillone

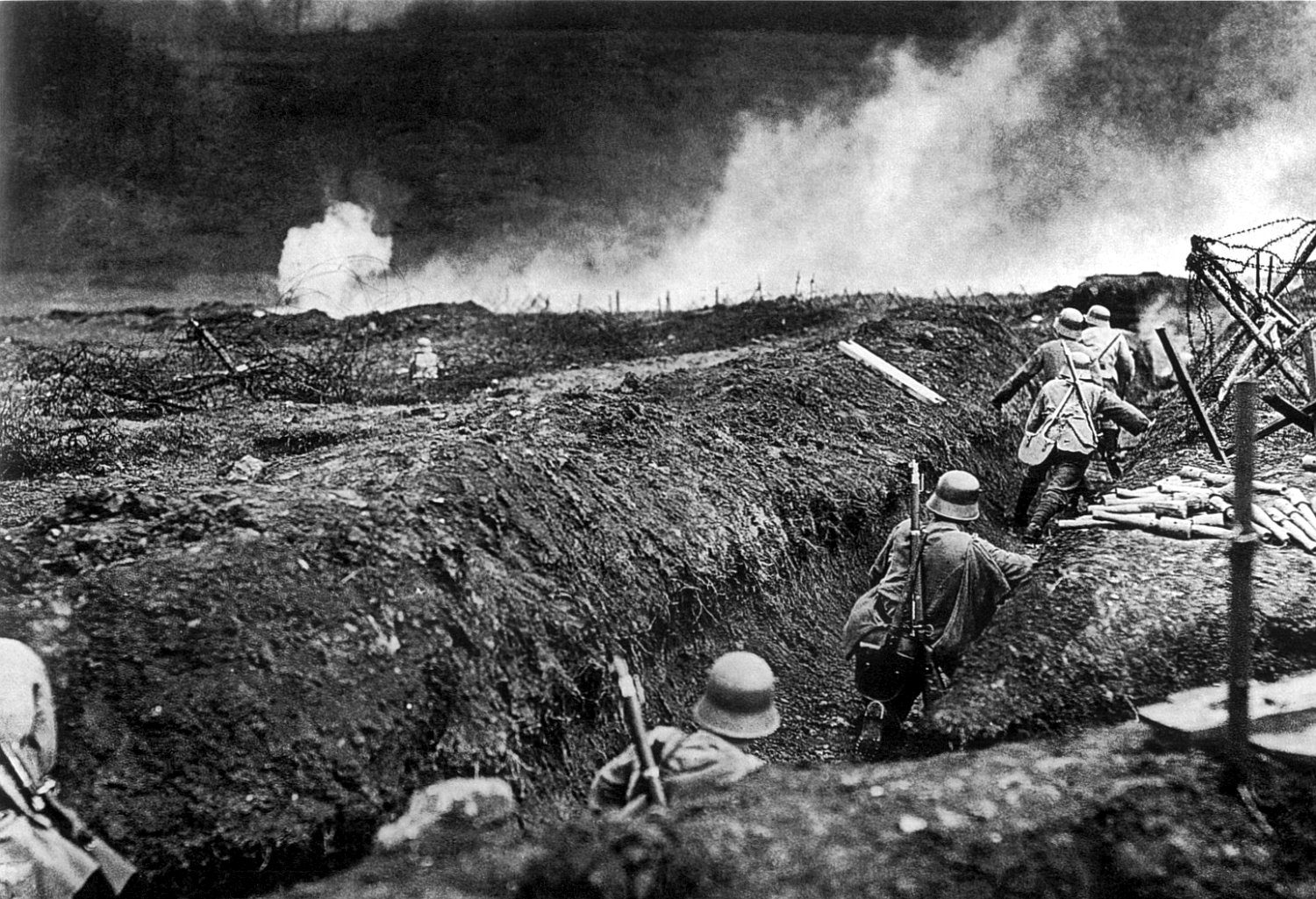
Ausbildung in Stoßtrupptaktiken auf einem Übungsgelände bei Sedan, Mai 1917

Im Unterschied zu den regulären, reinen Infanterie-Bataillonen wurden die Sturm-Bataillone als gemischte Formationen durch eigene schwere Infanteriewaffen wie Minenwerfer, Infanteriegeschütze, leichte Maschinengewehre 08/15 und Flammenwerfer unterstützt.
Benannt nach ihrem Kommandeur Major Calsow stellte die preußische Armee im März 1915 aus zwei Pionier-Kompanien und einer 3,7-cm-Kanonen-Abteilung die Sturm-Abteilung „Calsow“ für die Kämpfe in den Vogesen auf.
Als Hauptmann Willy Rohr das Kommando übernahm, erzielte die Abteilung erste durchschlagende Erfolge. Die Abteilung wurde zum Bataillon erweitert und der Stoßtrupp zur Gefechtsformation. Zur Ausrüstung gehörten Flammenwerfer, Oberkörper-Schutzpanzer und Stahlhelm, die später im gesamten Heer eingeführt wurden.
Nach dem Vorbild des Sturm-Bataillons Nr. 5 „Rohr“, dem ehemaligen Niederschlesischen Pionier-Bataillon Nr. 5, wurde in den Armeen des deutschen Heeres je ein Sturm-Bataillon oder Sturm-Kompanie aufgestellt und diente als Lehr- und Ausbildungstruppe. Kampfeinsätze wurden nur im begrenzten Maße vorgenommen, um Verluste der Truppe gering zu halten, den Ausbildungsstand nicht durch lange Stehzeiten an der Front zu mindern und die Qualität, der durch die Bataillone durchgeführten Lehrgänge für Übungstruppen, kontinuierlich auf hohem Niveau zu halten.
Etatmäßige Gliederung der Sturm-Bataillone ab Dezember 1916 als Infanterieverbände
- 2 bis 3 Sturm-Kompanien,
- 1 Minenwerfer-Kompanie,
- 1 MG-Kompanie,
- 1 Infanterie-Geschütz-Batterie sowie
- 1 Flammenwerfer-Trupp/Zug.

### Die Sturmsoldaten

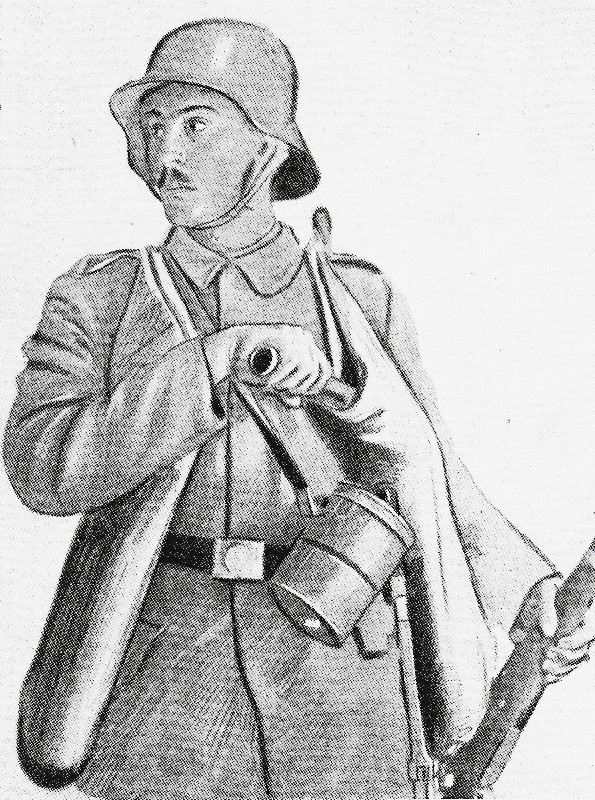
Bild eines Sturm-Pioniers von Ludwig Dettmann

Die Soldaten der Sturm-Bataillone rekrutierten sich aus Freiwilligen, wobei für die Mannschaften eine Altersgrenze von 25 Jahren galt. Diese erhielten eine spezielle Ausbildung, modernste Ausrüstung sowie eine bessere Verpflegung und Besoldung als andere Truppenteile. Außerdem waren sie zwischen den Einsätzen im rückwärtigen Raum, und nicht wie die anderen direkt an der Front untergebracht. Ihre Kampfeinsätze, zu denen sie oft mit Kraftwagen gefahren wurden, waren entsprechend gefahrvoll und oft sehr verlustreich.
Beim Angriff auf die feindlichen Linien gingen die Sturmtruppen in kleinen, gut aufeinander eingespielten Trupps vor. Jeder Angehörige einer Sturmpatrouille führte als Waffe entweder einen Karabiner 98a, Stutzen oder Stutzenkarabiner bzw. Unteroffiziere und Offiziere eine Selbstladepistole. Die Munition wurde nicht in Patronentaschen, sondern in den Hosentaschen oder Handgranatensäcken mitgeführt.
Für den Nahkampf wurde meist ein „Dolchmesser“, auch Grabendolch, eine selbst gefertigte Grabenkeule oder der kurze Feldspaten als Schlagwerkzeug geführt. Die Sturmsoldaten waren mit einem Stahlhelm und Hosen ausgestattet, die an Knien und Gesäß mit Leder zum Schutz vor Drahtverhauen verstärkt waren. Zum Überwinden von Drahthindernissen waren die Sturmsoldaten mit Drahtscheren und Leinensäcken ausgestattet, um diese über Drahthindernisse werfen zu können.
Die Sturmtruppe war gegen Ende des Krieges mit der ersten serienmäßig gefertigten Maschinenpistole Bergmann MP18 ausgerüstet. Flammenwerfer und Maschinenpistole sind deutsche Erfindungen des Ersten Weltkrieges.
Die Sturmsoldaten erhielten eine Ausbildung am leichten Maschinengewehr (MG 08 und 08/15) und Handgranaten sowie feindlichen Waffen, einige am Flammenwerfer, leichten Minenwerfer und Granatenwerfer 16. Dies ermöglichte beim Ausfall eines MG-Schützen, dass jeder Soldat sofort dessen Platz einnehmen oder erbeutete feindliche Waffen bedienen konnte. Diese erweiterte Ausbildung findet sich heute weltweit in der Ausbildung jedes Infanteristen an allen Waffen der Infanteriegruppe.
Die Mannschaften erhielten 1917 die Bezeichnung „Grenadiere“, wie sie für die Soldaten der Garde-Infanterie- und Grenadier-Regimenter üblich war. Dies erinnerte an die im 17. Jahrhundert besonders befähigten und ausgewählten Soldaten. Davon abweichend behielten die Mannschaften der Sturm-Bataillone Nr. 3 und 5 die Bezeichnungen „Jäger“ bzw. „Pionier“, da sie aus Bataillonen dieser Waffengattungen hervorgingen. Erhalten blieb die Bezeichnung „Schütze“ in den Maschinengewehr-Kompanien, in den Haubitz-Batterien „Kanonier“.
Der Flammenwerfer-Trupp des Sturm-Bataillons Nr. 5 trug die Uniform des Garde-Reserve-Pionier-Regiments mit dessen besonderem Totenkopf-Ärmelabzeichen. Um die besondere Aufgabe nochmals anzuerkennen, kam im Juni 1916 ein Totenkopf (nach dem Muster des Braunschweigischen Infanterie-Regiments Nr. 92) für den Lederhelm hinzu.

### Die Taktik der Sturm-Bataillone
Anders als der Auftrag der normalen Infanterie, nacheinander im Sturm und Grabenkampf ganze feindliche Abschnitte einzunehmen, bestand die Taktik der Sturmtruppen darin, im Anschluss an einen vorbereitenden, kurzen Feuerschlag der Artillerie, eine vorher aufgeklärte Schwachstelle der gegnerischen Stellung zu durchstoßen und größere Widerstandsnester zu umgehen. Während die noch stark verteidigten Abschnitte von der nachfolgenden Infanterie bekämpft wurden, drangen die Sturmtruppen weiter ins gegnerische Hinterland vor, stifteten dort Verwirrung, behinderten den Einsatz gegnerischer Reserven und störten den Versuch eines koordinierten Gegenangriffs der Reservetruppen.
Die Sturmbataillone waren Verbände, die mit überwältigender Feuerkraft ausgestattet waren – Maschinengewehre auf Zugebene, Flammenwerfer und Minenwerfer sowie Infanteriegeschütze, unterstellt zur Feuerunterstützung der jeweiligen Sturmabteilung. Das Geheimnis ihres Erfolgs lag nicht in (kampfloser) Infiltration, sondern in der Konzentration überwältigender Feuerkraft aller Waffen im Durchbruchsabschnitt unter einem taktischen Führer. Dies ermöglichte den Durchbruch durch starke gegnerische Befestigungen sowie das schnelle Vordringen in die Tiefe der gegnerischen Gefechtsordnung auch ohne seitlichen Anschluss. Eine Infiltration, also das unbemerkte Eindringen in die gegnerische Verteidigung, war durch die hohe feindliche Truppenkonzentration in der Sturmtruppen-Taktik nicht möglich.
Im Zweiten Weltkrieg wurde diese Taktik mit modernen Kampfmitteln in der Operationsführung in größerem Maßstab und auf Panzer und Stukas gestützt als „Blitzkrieg“ durchgeführt – die Infanterie setzte die bereits im Ersten Weltkrieg gewonnenen Erfahrungen in der Gliederung und Taktik im Angriff allgemein beim Sturm auf Feldstellungen im Grabenkampf und im Kampf um urbane Einsatzräume im Orts- und Häuserkampf insbesondere in der Schlacht um Stalingrad mit der Aufstellung von Sturm-Grenadier- und Sturm-Pionierbataillone um und war entsprechend gegliedert und ausgerüstet.
Die in die zur Feuerunterstützung der Sturmbataillone eingliederten schweren Infanteriewaffen finden sich noch heute allgemein in allen Infanteriebataillonen mit den 5./schweren Jägerkompanien sowohl in der Bundeswehr als auch in anderen Streitkräften.

## Einsätze der Sturm-Bataillone

### 1916: Verdun
Bereits zu Beginn der Schlacht um Verdun wurden Teile des Sturm-Bataillons Nr. 5 zur Unterstützung der Infanterie eingesetzt. Es folgte die Mitwirkung an verschiedenen Angriffsunternehmen vor Verdun, wobei Teile des Bataillons maximal in Kompaniestärke eingesetzt wurden. Am 1. August 1916 wurde der Angriff der 21. Reserve-Division (Hessen) auf die Souville-Nase (Nez de Souville) durch Flammenwerfer des Bataillons unterstützt. Hinter der Front fanden außerdem zahlreiche Ausbildungen und Vorführungen durch das Bataillon statt.

### 1917: Riga, Isonzo, Cambrai
Nachdem im großen Stil erhebliche Kontingente des deutschen Heeres in den neuen Führungs- und Einsatzgrundsätzen ausgebildet werden konnten, stellten sich im Kriegsjahr 1917 die ersten Erfolge ein. Zunächst an der Ostfront die Besetzung der baltischen Inseln (Operation Albion) sowie die Einnahme von Riga durch die 8. Armee im September 1917. Im November 1917 begann auch an der Westfront der erste Großeinsatz deutscher Sturmformationen. Nach dem britischen Angriff bei Cambrai mit massiver Unterstützung durch Tanks konnten die deutschen Truppen das gesamte verlorengegangene Terrain im Gegenangriff zurückerobern.

### 1918: Die deutsche Frühjahrsoffensive
Die erste der deutschen Frühjahrsoffensiven an der Westfront („Unternehmen Michael“, auch „Kaiser-“ oder „Michaelsschlacht“, Angriffsbeginn 21. März) sollte die Entscheidung im Kriege zugunsten der Mittelmächte herbeiführen. Dazu wurden im Winter 1917/18 alle beteiligten Infanterie-Großverbände in den neuen Kampf- und Einsatzverfahren geschult. Mehrere Sturm-Bataillone wurden als Kampftruppen für Schwerpunktangriffe bereitgestellt. Zwar gelang es den deutschen Angriffsarmeen zu Beginn, auf ganzer Breite die britische Verteidigung zu überwinden. Dennoch erreichte man nicht das Ziel des strategischen Durchbruchs, um den Zusammenbruch der alliierten Streitkräfte zu erzwingen. Auch für die folgenden deutschen Angriffe, die lediglich taktische Erfolge brachten, wurden Sturm-Bataillone in verschiedenen besonderen Unternehmen verwendet.
Nach dem Krieg wurde das letzte übrig gebliebene Sturmbataillon, das Sturm-Bataillon Nr. 5 „Rohr“, zur Sicherung des Hauptquartiers der Obersten Heeresleitung in Kassel eingesetzt.

## Aufstellung der deutschen Sturm-Bataillone
Im Sommer 1916 beschloss die Oberste Heeresleitung (OHL), aufgrund der Erfolge des Rohr'schen Sturm-Bataillons vier weitere aus dem Brandenburgischen, dem Kurhessischen Jäger-Bataillon sowie den beiden Schlesischen Reserve-Jäger-Bataillonen aufzustellen. Von Juli bis August wurden deren Kommandeure zur Ausbildung nach Beuveille, Ausbildungsort des o. g. Bataillons, entsandt. Vor deren Ausbildungsende wurden jedoch die letzten drei Bataillone in den Osten verlegt. Folglich wurde nur das erste zu einem etatmäßigen Sturm- und später weiterem Lehr-Bataillon.
Bis 1917 stellte die OHL weitere 14 Sturm-Bataillone auf, die die Nummern der übergeordneten Armeen erhielten. Aus diesem Grunde trägt das erste und wohl renommierteste unter ihnen die Nummer „5“ statt „1“. Die Bataillone 14, 15, 16 wurden den Armee-Abteilungen A, B, C zugewiesen. Alle Kommandeure und die meisten Offiziere sind in Beuveille ausgebildet worden.
| Verband                          | Bemerkungen (Unterstellung, Errichtung, Ursprung u. a.)                                                        |
| -------------------------------- | --- |
| Sturm-Bataillon Nr. 1            | 1. Armee; aufgestellt 1916                                                                                     |
| Sturm-Bataillon Nr. 2            | 3. Armee; aufgestellt 1916                                                                                     |
| Sturm-Bataillon Nr. 3 (Jäger)    | 7. Armee; bis Sommer 1916 Brandenburgisches Jäger-Bataillon Nr. 3                                              |
| Sturm-Bataillon Nr. 4            | 4. Armee; aufgestellt 1916                                                                                     |
| Sturm-Bataillon Nr. 5 (Pioniere) | 5. Armee; 1916 aus der „Sturmabteilung Calsow“ hervorgegangen; erhielt im Februar 1917 den Namenszusatz „Rohr“ |
| Sturm-Bataillon Nr. 6            | 6. Armee; aufgestellt am 4. Dezember 1916; Truppenteil der bayerischen Armee                                   |
| Sturm-Bataillon Nr. 7            | 7. Armee; aufgestellt 1916                                                                                     |
| Sturm-Bataillon Nr. 8            | 17. Armee; aufgestellt 1916                                                                                    |
| Sturm-Bataillon Nr. 9            | aufgestellt 1916, aufgelöst im Mai 1918                                                                        |
| Sturm-Bataillon Nr. 10           | Ostfront; aufgestellt 1916                                                                                     |
| Sturm-Bataillon Nr. 11           | 19. Armee; aufgestellt 1916                                                                                    |
| Sturm-Bataillon Nr. 12           | 7. Armee; aufgestellt 1916, aufgelöst im Oktober 1918                                                          |
| Sturm-Kompanie Nr. 13            | Ostfront; im März 1916 in das Sturm-Bataillon Nr. 12 eingegliedert                                             |
| Sturm-Bataillon Nr. 14           | Armeeabteilung C; aufgestellt 1917                                                                             |
| Sturm-Bataillon Nr. 15           | Armeeabteilung A; aufgestellt am 23. Dezember 1916; Truppenteil der bayerischen Armee                          |
| Sturm-Bataillon Nr. 16           | Armeeabteilung B; aufgestellt 1916                                                                             |
| Sturm-Bataillon Nr. 17           | 4. Armee; aufgestellt 1917, aufgelöst im August 1918                                                           |
| Sturm-Bataillon Nr. 18           | 18. Armee; zuvor Sturmkompanie                                                                                 |

## Sturmformationen der Verbündeten Deutschlands

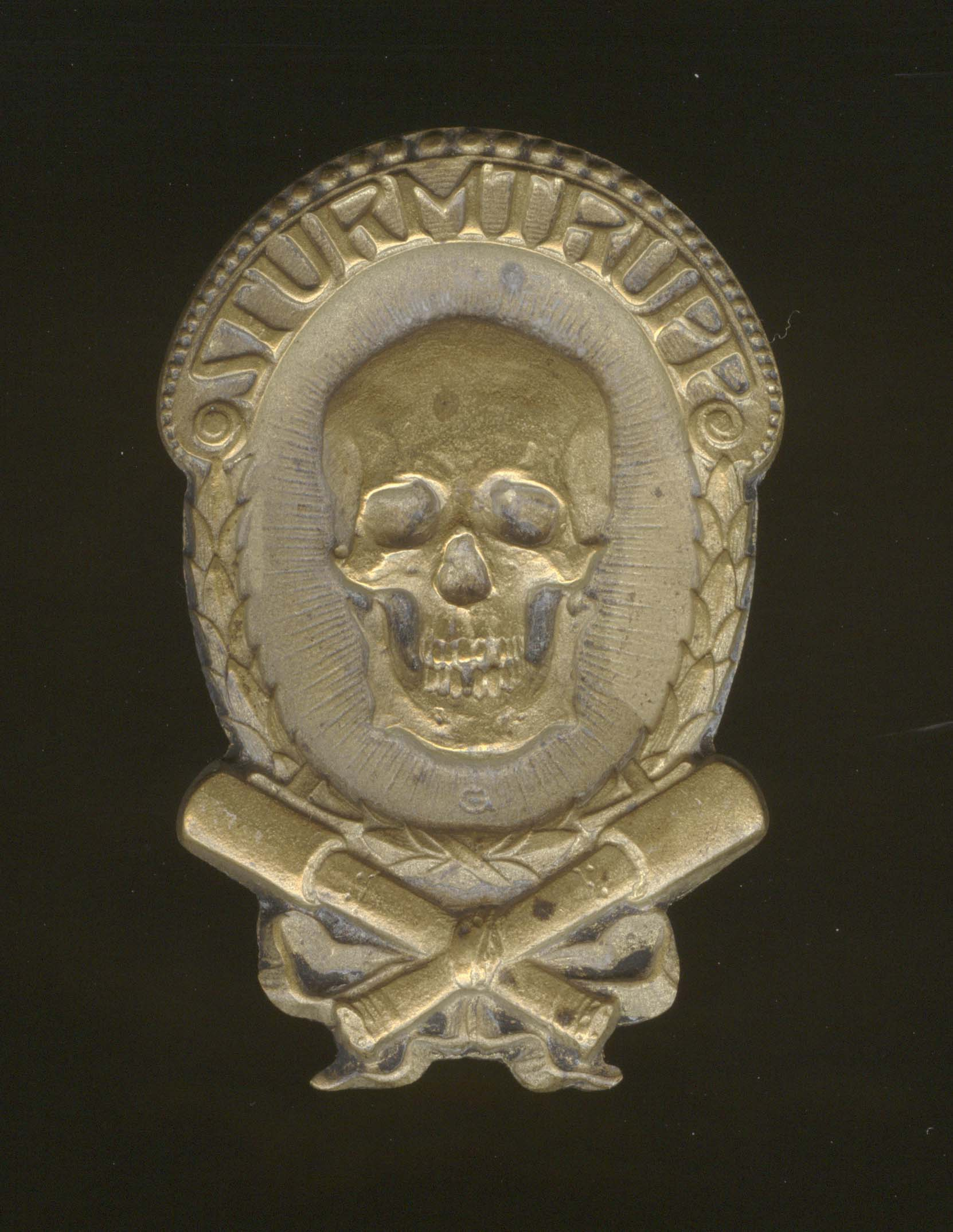
Kappenabzeichen der österreichisch-ungarischen Sturmtruppen

Die Bedeutung der Sturm-Bataillone wurde auch bei den Verbündeten erkannt. Zum Jahreswechsel 1916/17 entsandte Österreich-Ungarn 40 Offiziere und 100 Unteroffiziere, die in drei Lehrgängen im Sturm-Bataillon Nr. 5 „Rohr“ ausgebildet wurden. Die Ausbildung der Mannschaften erfolgte in neu aufgestellten österreichischen Sturmkompanien, die den Sturm-Bataillonen Nr. 8, 10, 11, 12 und der Sturm-Kompanie 13 angegliedert wurden. Im Gegensatz zum Deutschen Reich weitete man in der Österreichischen Armee den Ausbau von Sturm-Bataillonen massiv aus, so dass schließlich die Divisionen und Brigaden über eigene Sturm-Bataillone oder Sturm-Halbbataillone verfügten. Diese wurden weniger als Lehrtruppe, sondern vermehrt als spezielle Kampftruppen eingesetzt, deren Aufstellung auf die Dauer des Krieges begrenzt war. In der Endphase des Ersten Weltkrieges bildeten diese Truppenteile faktisch die letzten kampfkräftigen Infanterieverbände des österreich-ungarischen Heeres.
Auch in der bulgarischen Armee nahm man die Ausbildung zum Aufbau von Sturmformationen auf. Dazu hatte die deutsche Oberste Heeresleitung im September 1916 ein Lehrkommando von zwei Offizieren, vier Unteroffizieren und 25 Mann nach Bulgarien kommandiert. Nach Anlage eines speziellen Übungsplatzes stellte das Kommando das erste bulgarische Sturm-Bataillon auf, das über zwei Sturm-Kompanien, eine Minenwerfer-Abteilung und eine Flammenwerfer-Abteilung verfügte. Darüber hinaus bildete das Kommando in 14-tägigen Lehrgängen bulgarische und türkische Offiziere und Mannschaften der 1. und 2. bulgarischen Armee aus.

## Sturmtruppen anderer Nationen
- Arditi (Sturmtruppen)
- 11e régiment parachutiste de choc